# Daniel Carvalho da Silva
Daniel Carvalho da Silva (nacido el 10 de marzo de 1981) es un exfutbolista brasileño que se desempeñaba como defensa.
Jugó para clubes como el Thespa Kusatsu.

## Trayectoria

### Clubes
| Club           | País  | Año  |
| -------------- | ----- | ---- |
| Thespa Kusatsu | Japón | 2010 |

## Estadística de carrera

### J. League
| Club           | Año   | J. League | J. League | Copa J. League | Copa J. League | Total | Total |
| Club           | Año   | Part.     | Goles     | Part.          | Goles          | Part. | Goles |
| -------------- | ----- | --------- | --------- | -------------- | -------------- | ----- | ----- |
| Thespa Kusatsu | 2010  | 6         | 0         | -              | -              | 6     | 0     |
| Total          | Total | 6         | 0         | 0              | 0              | 6     | 0     |